# Kélo
Kélo – miasto w południowo-zachodnim Czadzie, w regionie Tandjilé, departament Tandjilé Ouest, około 100 km na północny zachód od Moundou. Około 42 tys. mieszkańców.
W mieście rozwinął się przemysł bawełniany oraz spożywczy.